# Sá Róris
José Reis de Sá Roriz, conhecido artisticamente como Sá Róris (Curaçá, 23 de junho de 1887 – Rio de Janeiro, 12 de junho de 1975), foi um compositor e letrista brasileiro. Compôs marchas, valsas, choros e toadas com letra, gravados no final da década de 1930 por intérpretes como Almirante, Gastão Formenti e Carmen Miranda. Foi também engenheiro civil e professor de Desenho em colégios do Rio de Janeiro.

## Obras
- Anjo Inspirador (com J. Cascata)
- Aonde Tá o Tatu (com Jararaca)
- Apanhei Um Resfriado (com Nássara)
- Arca de Noé (com Nássara)
- Assim Começou
- Batuque no Morro (com Russo do Pandeiro)
- Boa Terra (com Vicente Paiva)
- Brasil Diferente (com Gadé)
- Cozinheira Granfina[3]